# Ludwigia peruviana
Ludwigia peruviana là một loài thực vật có hoa trong họ Anh thảo chiều. Loài này được (L.) H.Hara mô tả khoa học đầu tiên năm 1953.

## Hình ảnh

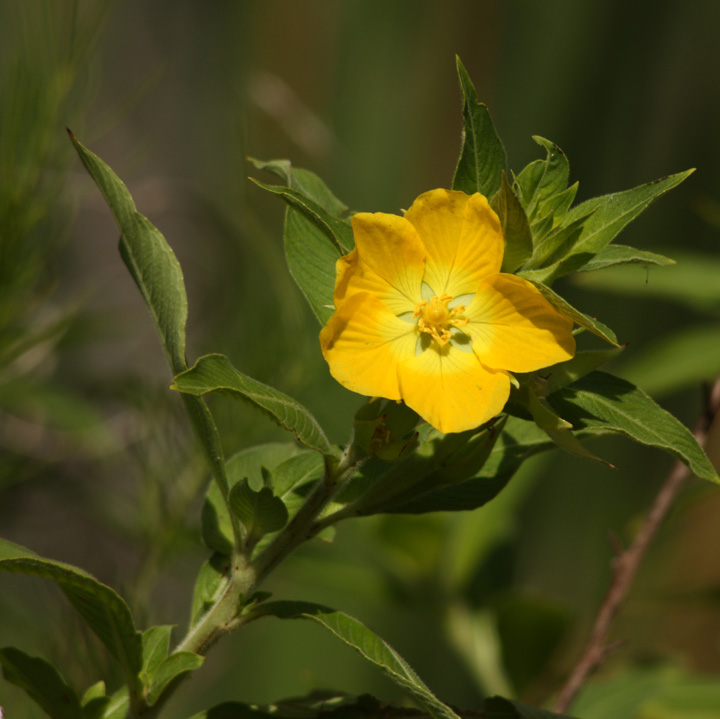
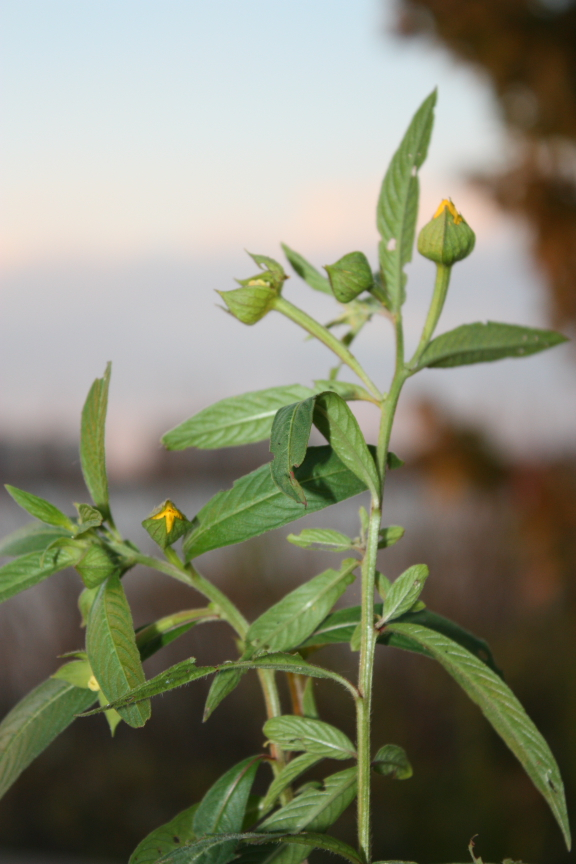
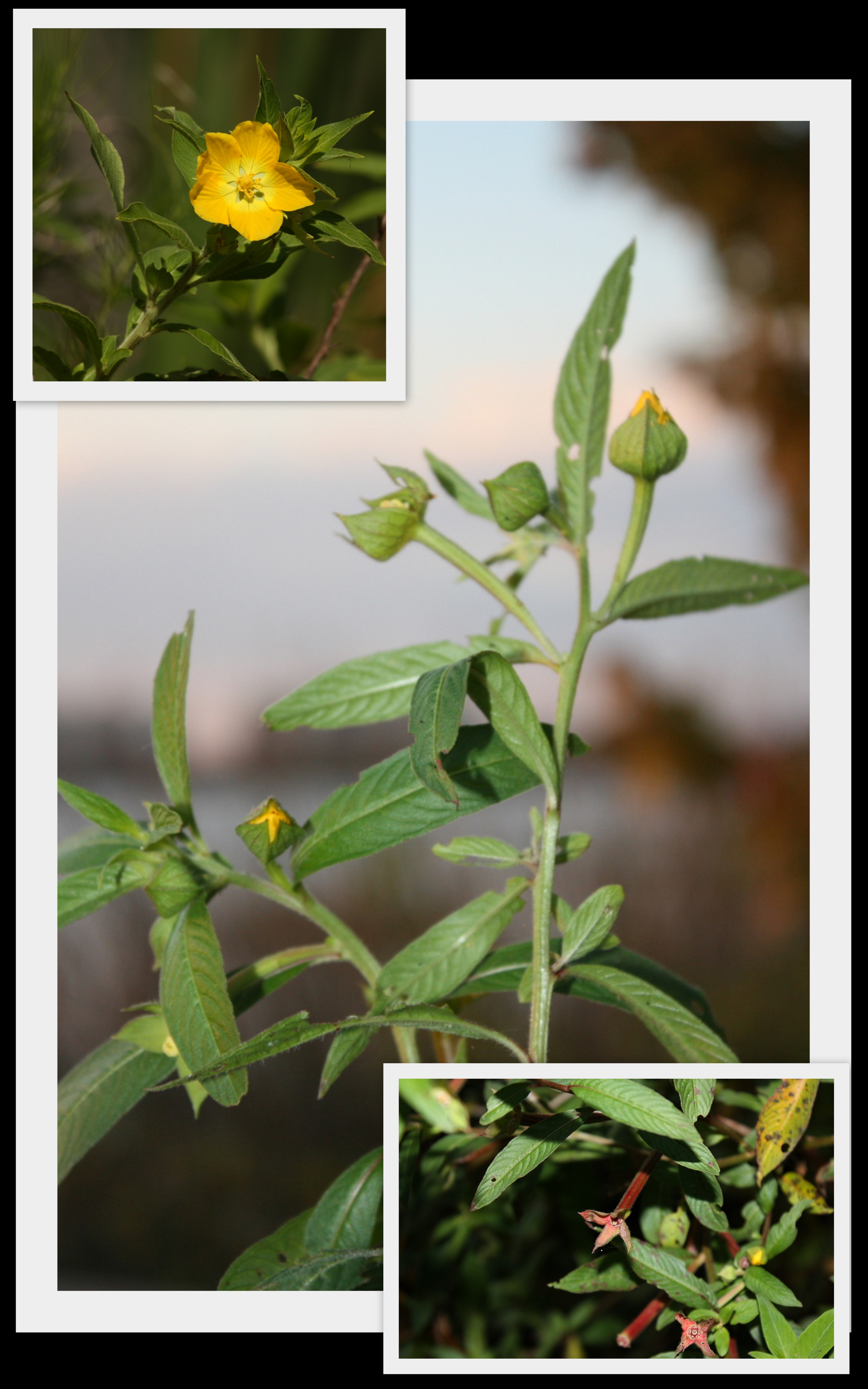
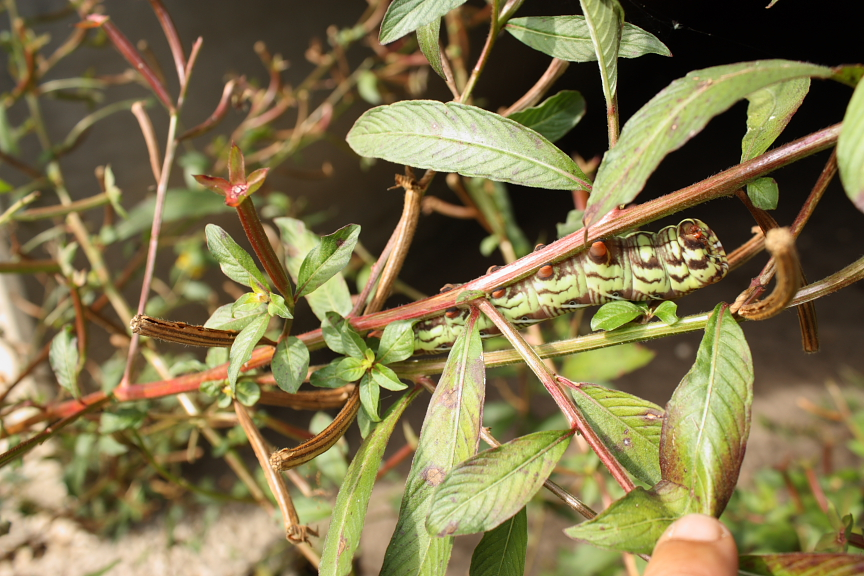